# Löwensteinodling
Löwensteinodling är en förlegad metod att genom odlingar av sputumprover (upphostningprover) diagnostisera förekomst av tuberkulos. Odlingen sker i marsvin och tar upp till sju veckor innan resultat kan avläsas. Metoden utvecklades av den österrikisk-amerikanske läkaren Ernst Löwenstein (1878-1951).